# Zasłonak orzechowoczerwonawy

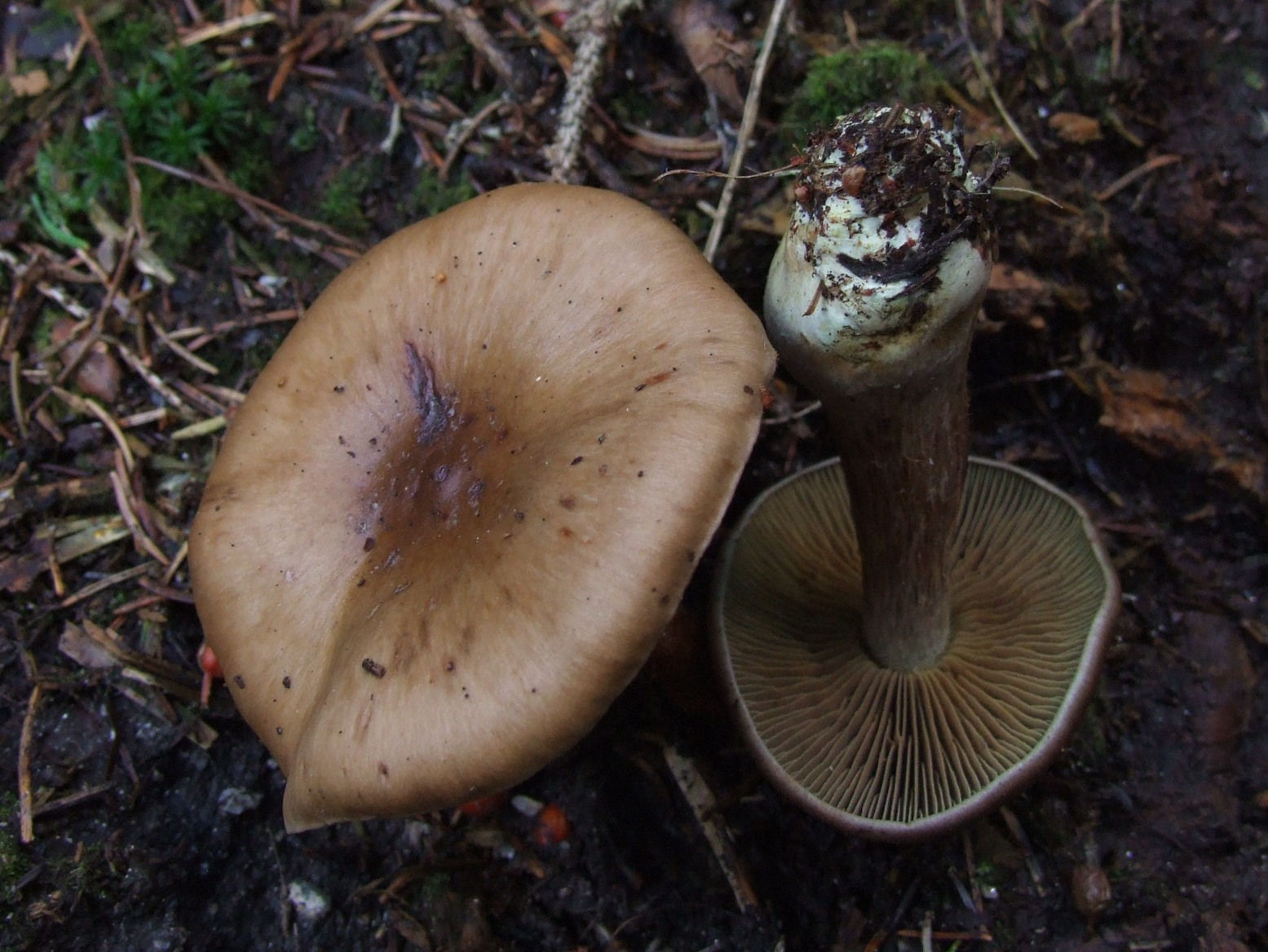

Zasłonak orzechowoczerwonawy (Cortinarius privignoides Rob. Henry) – gatunek grzybów należący do rodziny zasłonakowatych (Cortinariaceae).

## Systematyka i nazewnictwo
Pozycja w klasyfikacji według Index Fungorum: Cortinarius, Cortinariaceae, Agaricales, Agaricomycetidae, Agaricomycetes, Agaricomycotina, Basidiomycota, Fungi.
Po raz pierwszy opisał go Robert Henry w 1985 r. Synonimy:
- Cortinarius privignoides Rob. Henry 1948
- Cortinarius privignoides var. leptospermus Cheype & Reumaux 2002
- Cortinarius privignoides Rob. Henr 1948 var. privignoides
- Hydrocybe privignoides (Rob. Henry) M.M. Moser 1953

Nazwę polską zaproponował Władysław Wojewoda w 2003 r., Andrzej Nespiak w 1981 r. opisywał ten gatunek jako zasłonak purpuronożny.

## Morfologia
Kapelusz
Średnica 3–7 cm, u młodych owocników półkulisty, potem łukowaty, w końcu płaski z tępym garbem. Powierzchnia gładka, matowa, niehigrofaniczna, o barwie od jasnoorzechowej do ochrowobrązowej, u młodych okazów osłonięta białą i jedwabistą osłoną. Brzeg gładki i ostry, przez długi czas podwinięty, u młodych okazów połączony z trzonem białą zasnówką
Blaszki
Wąsko przyrośnięte, szerokie, gęste, początkowo w kolorze kawy z mlekiem, potem rdzawobrązowe. Ostrza miejscami białawe.
Trzon
Wysokość 3–6 cm, grubość do 8–5 mm, gąbczasty, pałkowaty, w podstawie z bulwą o średnicy do 4 cm. Powierzchnia u młodych owocników biaława i osłonięta białą osłoną, potem pomarańczowobrązowa.
Miąższ
W środkowej części kapelusza gruby, białawy. Smak słaby, zapach korzenny.
Wysyp zarodników
Brązowyref name=„mush” />.
Cechy mikroskopowe
Zarodniki 7–10 × 4,5–6 μm, elipsoidalne, słabo brodawkowate. Brak pleurocystyd i cheilocystyd. Skórka zbudowana z cienkich strzępek, w górnej części brązowych, inkrustowanych.
Gatunki podobne
Jest to jeden z kilku brązowych zasłonaków średniej wielkości w grupie armeniacus. Wyróżniony jako odrębny gatunek na podstawie gąbczastego i bulwiastego trzonu, brązowawych blaszek. Podobny jest zasłonak dwuosłonowy (Cortinarius bivelus), ale jest higrofaniczny, ma rzadsze blaszki i kapelusz z wiekiem plamisty.

## Występowanie i siedlisko
Znany jest tylko w niektórych krajach Europy. Poza Europą opisano jego występowanie tylko na terytorium Jukonu w Kanadzie i stanie Kentucky w USA. W piśmiennictwie naukowym na terenie Polski do 2003 r. podano 2 stanowiska. W Polsce gatunek rzadki. Znajduje się na Czerwonej liście roślin i grzybów Polski. Ma status E – gatunek wymierający. Również na Słowacji jest rzadki.
Rośnie na ziemi, w lasach iglastych i liściastych, szczególnie pod świerkami i brzozami. Owocniki wytwarza od sierpnia do października.